# Allobates
Allobates é um género de anfíbios da família Aromobatidae. Está distribuído pela América Central e do Sul, nomeadamente Colômbia, Equador, Nicarágua, Brasil, Bolívia, Peru, Equador, Venezuela, Guiana, Suriname, Guiana Francesa e Martinica.

## Espécies
As seguintes espécies são reconhecidas:
- Allobates algorei (Barrio-Amorós & Santos, 2009)
- Allobates amissibilis (Kok, Hölting, & Ernst, 2013)[2]
- Allobates bacurau (Simões, 2016)
- Allobates bromelicola (Test, 1956)
- Allobates brunneus (Cope, 1887)
- Allobates caeruleodactylus (Lima & Caldwell, 2001)
- Allobates caldwellae (Lima, Ferrão, & Silva, 2020)
- Allobates carajas (Simões, Rojas, & Lima, 2019)
- Allobates caribe (Barrio-Amorós, Rivas-Fuenmayor, & Kaiser, 2006)
- Allobates chalcopis (Kaiser, Coloma, & Gray, 1994)
- Allobates conspicuus (Morales, 2002)
- Allobates crombiei (Morales, 2002)
- Allobates femoralis (Boulenger, 1884)
- Allobates flaviventris (Melo-Sampaio, Souza, & Peloso, 2013)
- Allobates fratisenescus (Morales, 2002)
- Allobates fuscellus (Morales, 2002)
- Allobates gasconi (Morales, 2002)
- Allobates goianus (Bokermann, 1975)
- Allobates granti (Kok, MacCulloch, Gaucher, Poelman, Bourne, Lathrop, & Lenglet, 2006)
- Allobates grillicantus (Moraes & Lima, 2021)
- Allobates grillisimilis (Simões, Sturaro, Peloso, & Lima, 2013)[3]
- Allobates hodli (Simões, Lima, & Farias, 2010)
- Allobates humilis (Rivero, 1980)
- Allobates ignotus (Anganoy-Criollo, 2012)
- Allobates insperatus (Morales, 2002)
- Allobates juami (Simões, Gagliardi-Urrutia, Rojas-Runjaic, & Castroviejo-Fisher, 2018)
- Allobates juanii (Morales, 1994)
- Allobates kingsburyi (Boulenger, 1918)
- Allobates magnussoni (Lima, Simões, & Kaefer, 2014)
- Allobates mandelorum (Schmidt, 1932)
- Allobates marchesianus (Melin, 1941)
- Allobates masniger (Morales, 2002)
- Allobates mcdiarmidi (Reynolds & Foster, 1992)
- Allobates melanolaemus (Grant & Rodriguez, 2001)
- Allobates myersi (Pyburn, 1981)
- Allobates nidicola (Caldwell & Lima, 2003)
- Allobates niputidea (Grant, Acosta-Galvis, & Rada, 2007)
- Allobates nunciatus (Moraes, Pavan, & Lima, 2019)
- Allobates olfersioides (Lutz, 1925)
- Allobates ornatus (Morales, 2002)
- Allobates pacaas (Melo-Sampaio, Prates, Peloso, Recoder, Vechio, Marques-Souza, & Rodrigues, 202
- Allobates paleovarzensis (Lima, Caldwell, Biavati, & Montanarin, 2010)
- Allobates peruvianus (Melin, 1941)
- Allobates pittieri (La Marca, Manzanilla, & Mijares-Urrutia, 2004)
- Allobates ranoides (Boulenger, 1918)
- Allobates sanmartini (Rivero, Langone, & Prigioni, 1986)
- Allobates sieggreenae (Gagliardi-Urrutia, Castroviejo-Fisher, Rojas-Runjaic, Jaramillo-Martinez, Solís, & Simões, 2021)
- Allobates subfolionidificans (Lima, Sanchez, & Souza, 2007)
- Allobates sumtuosus (Morales, 2002)
- Allobates talamancae (Cope, 1875)
- Allobates tapajos (Lima, Simões, & Kaefer, 2015)
- Allobates tinae (Melo-Sampaio, Oliveira, & Prates, 2018)
- Allobates trilineatus (Boulenger, 1884)
- Allobates undulatus (Myers & Donnelly, 2001)
- Allobates vanzolinius (Morales, 2002)
- Allobates velocicantus (Souza, Ferrão, Hanken & Lima, 2020)
- Allobates wayuu (Acosta-Galvis, Cuentas, & Coloma, 1999)
- Allobates zaparo (Silverstone, 1976)
- Allobates paleci (Santana, 2022)[4]